# 후지와라노 다다히라

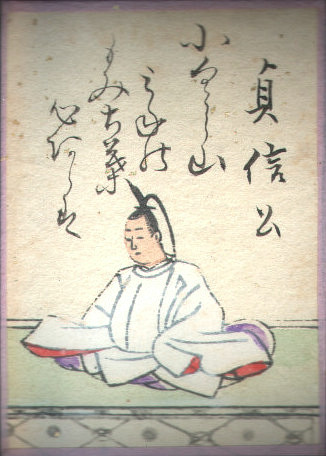
쇼센공(貞信公) 초상화(백인일수 중에서)

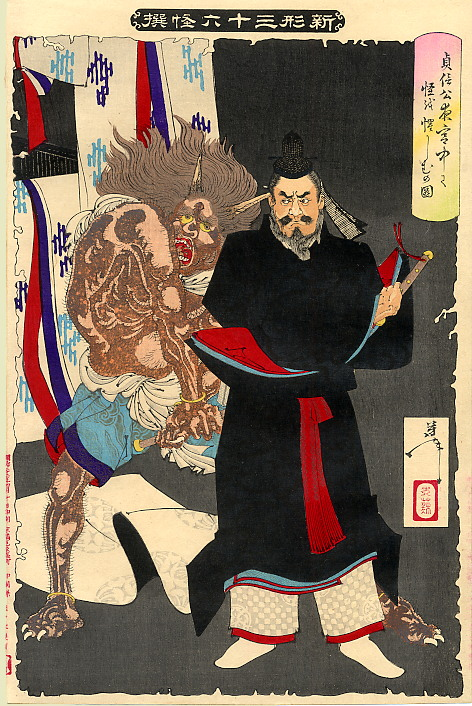
밤에 궁중에서 요괴와 마주친 쇼센공(쓰키오카 쓰난의 작품 『신형삼십육괴선』에서)

후지와라노 다다히라(藤原忠平, 간교(元慶) 4년(880년) - 덴랴쿠(天暦) 3년(949년) 8월 14일(양력 9월 9일))은 헤이안 시대의 공경이다. 후지와라노 모토쓰네(藤原基経)의 넷째 아들로 형 도키히라(時平)가 요절한 뒤에 조정에 나아가 엔기의 치(延喜の治)라고도 불리는 정치 개혁을 실행했다. 스자쿠 천황(朱雀天皇)의 셋쇼(摂政)에 이어 간파쿠(関白)가 되었다. 이후 무라카미 천황(村上天皇) 초기까지 오랫동안 정권을 장악하였다.
형 도키히라와 대립했던 스가와라노 미치자네(菅原道真)와는 친교가 있었다고 하며, 다이라노 마사카도(平将門)는 한때 다다히라의 게닌(家人)으로 있기도 했다.

## 생애
간표(寛平) 연간(889년-898년)에 정5위하가 되었고 시종(侍従)에 임명, 히고(備後)의 곤노카미(権守)를 겸했다. 쇼타이(昌泰) 3년(900년)에 산기(参議)로 임명되지만 숙부 기요쓰네(清経)에게 사양하고 자신은 우다이벤(右大弁)이 되어, 엔기(延喜) 8년에야 산기가 되었다(고다이벤은 그대로 겸직). 이후 춘궁대부(春宮大夫)에 사효에노카미(左兵衛督)를 겸하며, 게비이시(検非違使)의 장관직인 벳토(別当)에 임명되었고, 이어 종3위가 되어 곤노주나곤(権中納言)에 임명되었으며, 구란도노벳토(蔵人別当)에 보임되고 우콘노에노다이쇼(右近衛大将)를 겸임했다.
우다 천황(宇多天皇)의 시대에 간표의 치(寛平の治)라 불린, 셋쇼 없이 천황이 친정하는 체제에서 맏형 도키히라와 학자 스가와라노 미치자네 등이 정치를 주도하였다. 간표 9년(897년)에 우다 천황이 다이고 천황(醍醐天皇)에게 양위한 뒤, 도키히라와 미치자네는 각기 사다이진(左大臣)과 우다이진(右大臣)으로 집정했으나, 정쟁으로 미치자네가 실각하고(쇼타이의 변) 정권을 틀어쥐고 여러 개혁을 추진하던 도키히라도 엔기 9년(909년)에 39세로 요절하면서, 다다히라의 손아랫형제 나카히라(仲平) 대신 다다히라가 도우씨 장자(藤氏長者)로서 적가(嫡家)를 이어받았다. 다이고 천황을 섬겨 출세, 다이나곤(大納言)으로 옮기고 사콘노에노다이쇼(左近衛大将)를 겸하게 된다. 엔기 14년(914년)에는 우다이진이 되었다.
엔초(延長) 2년(924년)에 정2위가 되고 사다이진이 되었다. 엔초 5년(927년)에 형 도키히라의 유업을 이어받아『엔기격식(延喜格式)』을 완성한다. 농업 정책과 관련해 다다히라의 정책은 형 도키히라가 행했던 여러 국정개혁과 함께 「엔기의 치」라 불렸다. 엔초 8년(930년) 9월 22일에 다이고 천황의 병이 깊어지고 스자쿠 천황에게 양위하고, 모토쓰네(基経)가 사망한 이후 셋쇼 간파쿠를 두지 않던 것이, 스자쿠 천황의 나이 어림을 이유로 하여 다시 다다히라가 셋쇼로 임명되었다. 9월 26일、상황(上皇)이 거하던 여경전(麗景殿)을 방문한 스자쿠 천황에게 다이고 상황은 천황을 몸소 장막 안으로 불러들여서 다섯 가지의 중요한 일을 유언하였다. 그 중에는 「사다이진 후지와라노 다다히라의 간언을 새겨 들으라」는 것도 있었다(엔기 어유계, 延喜御遺誡).
조헤이(承平) 2년(932년)에 종1위가 되었다. 조헤이 6년(936년)에는 태정대신(太政大臣), 덴교(天慶) 2년(939년) 준삼후(准三后)가 되었다. 덴교 4년(941년)에 스자쿠 천황이 원복(元服)을 행하고 셋쇼를 사임하지만, 천황은 조를 내려 다시 그를 간파쿠로 삼고 만기(萬機)를 맡겼다. 기록상 셋쇼가 물러난 뒤에 다시 불려가 간파쿠에 임명된 것은 다다히라가 최초였다. 이 사이에 옛 게닌(家人)이었던 다이라노 마사카도와 계보상 다다히라 자신의 먼 친척뻘인 후지와라노 스미토모(藤原純友)가 동서에서 잇따라 일으킨 조헤이 덴교의 난(承平天慶の乱)도 최종적으로는 진압하였다.
덴교 9년(946년) 무라카미 천황이 즉위하자 간파쿠로서 조정의 정무를 보좌하였으나 노령인 데다 나이도 많아서 거듭 물러나기를 청했으나 천황은 그때마다 그를 만류했다고 한다. 덴랴쿠 3년(949년)에 서거하였다. 향년 70세. 정1위가 추증되고 쇼센공(貞信公)이라는 시호가 내려졌다.
아내 미나모토노 슌코(源順子)는 우다 천황의 황녀(양녀라는 설도 있다)로서 우다 천황의 측근이었던 스가와라노 미치자네와도 친교가 있었다 때문에 우다 천황이나 미치자네와는 대립하던 맏형 도키히라와는 소원한 사이였다는 설이 있다.
반대로 형인 도키히라와 함께 미치자네를 모함했던 미나모토노 히카루(源光)가 죽고 다이고 천황이 병을 얻고 우다 법황(法皇)이 다시 국정에 관여하게 되자, 다다히라는 법황의 상담역을 맡아 급속도로 출세하게 되었다고 한다. 실제로 도키히라나 미나모토노 히카루가 죽은 뒤, 35세라는 젊은 나이로 신하로서는 가장 높은 지위까지 올랐으며 사망할 때까지 35년간 그 지위를 유지하였는데, 당시로서는 천수를 누린 셈이었던 다다히라나 그 자손은 도키히라의 자손을 제치고 후지와라 씨의 적류(嫡流)가 되어 에도 시대까지 셋쇼직을 이어받게 된다. 그리고 미치자네의 명예회복이 일찍 실현된 것도 미치자네가 원령이 되었다는 믿음에서뿐 아니라 죽은 도키히라와 다다히라의 확집이 배경이 된 것이라고도 한다.

## 인물 ・ 일화
어려서부터 총명하여 아버지 모토쓰네가 극락사(極楽寺)를 지을 때에 다다히라가 「불각(仏閣)을 지을 곳은 이곳이 좋습니다」라며 한 곳을 가리켰는데, 그곳의 지형이 천하의 절경으로 지세 또한 예사롭지 않았으므로 모토쓰네는 이 일로 다다히라를 눈여겨 두었다고 한다(『오오카가미大鏡』).
또한 다이고 천황 때에는 상공(相工) 즉 관상쟁이가 궁중에 불려갔는데, 훗날 스자쿠 천황으로 즉위하게 되는 寛明太子를 보고 「용모가 몹시 빼어난 분」고 했고, 도키히라를 보고 「지혜가 많으신 분」, 미치자네를 보고는 「재능이 많으신 분」이라고 하였는데, 낮은 자리에 앉아 있던 다다히라를 본 상공은 그를 가리켜 「신식(神識)과 재모(才貌) 모든 것이 훌륭합니다. 길이 조정을 섬겨 영화와 부귀를 지킬 자는 바로 이 사람입니다」라며 극찬했고, 우다 법황은 이 이야기를 듣고 그를 더욱 총애하게 되어 황녀(미나모토노 슌코)을 출가시켰다고 한다(『고지단古事談』).
다다히라는 또한 관대하고 자애한 성품이었던 것으로 알려져 그의 죽음을 모두가 애석하게 여겼다고 한다(『에이가 이야기栄花物語』).
조정의 의식이나 유직고실(有職故実)에 대해 기록한 『쇼센공기(貞信公記)』가 있다.

## 계보
- 아버지：후지와라노 모토쓰네(藤原基経)
- 어머니：소시 여왕(操子女王) - 히토야스 친왕(人康親王)의 딸
- 아내：미나모토노 슌코 - 고코 천황(光孝天皇)의 황녀이나 우다 천황의 황녀라는 설도 있다.
  - 맏아들：후지와라노 사네요리(藤原実頼)(900-970)
- 아내: 미나모토노 쇼코(源昭子) - 미나모토노 요시아리(源能有)의 딸
  - 둘째 아들: 후지와라노 모로스케(藤原師輔)
  - 넷째 아들: 후지와라노 모로우지(藤原師氏)
  - 다섯째 아들: 후지와라노 모로타다(藤原師尹)
- 생모가 확실하지 않은 자녀
  - 셋째 아들: 후지와라노 모로야스(藤原師保)
  - 맏딸: 후지와라노 기시(藤原貴子) - 야스아키라 친왕(保明親王)의 고시키쇼(御息所)로 훗날 쇼시가 됨. 962년에 사망.
  - 둘째 딸: 후지와라노 간시(藤原寛子) - 시게아키라(重明親王) 친왕의 북방. 945년에 39세로 사망.
  - 딸: 후지와라노 모로후사(藤原諸房)의 아내
- 양자녀
- 양자: 후지와라노 다다기미(藤原忠君) - 생부는 후지와라노 모로스케